# Emerald Empire
Emerald Empire, ook wel Venetiëhof, is een appartementencomplex op het KNSM-eiland in Amsterdam-Oost. Het betreft een rond woongebouw omgeven door een krans van watervilla's, in 1996-97 gebouwd naar ontwerp van Jo Coenen. Het gebouw heeft een bijzondere ligging in de as van de KNSM-laan en aan drie zijden omringd door water, en geldt als een exclusieve woonlocatie.

## Ligging
Woongebouw Emerald Empire is gelegen op de oostelijke punt van het KNSM-eiland, een langwerpig schiereiland in het Oostelijk Havengebied. Het gebouw ligt aan het einde van de KNSM-laan, een brede avenue, die zich aan het oosteinde nog verder verbreed tot een plein, het zogenoemde 'buspleintje'. Het gebouw wordt aan drie kanten omgeven door water: aan de noordkant het IJ, aan de oostkant het Amsterdam-Rijnkanaal en aan de zuidzijde de Ertshaven. Tussen het cilindervormige hoofdgebouw en de zeven aan het water gelegen villa's ligt de Venetiëstraat. Aan de noordzijde ligt bovendien de Surinamekade, die als wandelpromenade en verblijfsruimte is ingericht. Midden in het bouwblok ligt een rond plein dat gedeeltelijk tot de openbare ruimte behoort, de Venetiëhof.

## Naamgeving
Emerald Empire is de niet-letterlijke Engelse vertaling van 'gordel van smaragd', een door Multatuli bedachte bijnaam voor Nederlands-Indië. Mogelijk deed het complex met watervilla's, door de architect aangeduid als een "snoer van parels", denken aan de gordel van smaragd. De naam verwijst indirect naar de handelsbetrekkingen van Nederland met de toenmalige kolonie Indië, destijds aangeduid als de 'Oost'. De rederijen die zich bezighielden met de Oosthandel waren echter niet op het KNSM-eiland gevestigd, maar op het naastgelegen Java-eiland. Wat dat betreft zijn de straatnamen beter gekozen: Surinamekade verwijst naar de handel met de kolonie Suriname (onderdeel van de 'West'); Venetiëstraat/-hof verwijst naar de lijndienst die de KNSM onderhield met Venetië (onderdeel van de Levant). Aan de zuidwestzijde van het complex ligt een voetpad en een trappartij die naar de Levantkade leidt. Dit pad heeft de naam Rijnloodspad gekregen, verwijzend naar een loods van de Nieuwe Rijnvaart Maatschappij, die hier ooit lag.

## Geschiedenis

### Havengebied
Het KNSM-eiland is, samen met het Java-eiland, eind negentiende eeuw aangelegd als uitbreiding van de Haven van Amsterdam. Omstreeks 1900 werd aan de zuidzijde van het IJ-eiland, zoals de twee schiereilanden toen genoemd werden, een kade aangelegd: de IJ-kade (later Javakade en Levantkade). In 1903 vestigde de Koninklijke Nederlandsche Stoomboot-Maatschappij (KNSM) zich in het oostelijk deel van de IJ-eiland. De eerste twee, circa 150 meter lange havenloodsen werden gebouwd aan de Levantkade, ter plaatse van de huidige gebouwen Piraeus (loods 1) en Barcelona (loods 2). In het oostelijk deel van het eiland was de Nieuwe Rijnvaart Maatschappij (NRM) gevestigd, een dochteronderneming van de KNSM. Deze op de binnenvaart op de Rijn gerichte onderneming maakte gebruik van loods 3, de "rijnloods", een L-vormige loods die parallel liep aan het oostelijk deel van de Levantkade en de korte, naamloze oostkade. Op oude luchtfoto's is te zien dat de oostkade (die toen nog niet afgerond was) ofwel zeer smal was of geheel in beslag werd genomen door de rijnloods. Er stonden hier geen havenkranen; laden en lossen gebeurde waarschijnlijk met lichters. Over de Verbindingsdam liep een goederenspoorlijn, die zich op het eiland voortzette, ongeveer waar nu de KNSM-laan ligt.
Tegen het einde van de Tweede Wereldoorlog werd in een aantal loodsen aan de Levantkade en Surinamekade het Interneringskamp Levantkade (de naam is feitelijk incorrect) gevestigd, aanvankelijk bedoeld voor Nederlandse mannen die door de Duitsers waren opgepakt voor de Arbeitseinsatz, na de bevrijding voor 'foute' Nederlanders die van oorlogsmisdaden en collaboratie werden beschuldigd. Het kamp, waar de leefomstandigheden erbarmelijk waren, werd in juli 1946 ontruimd.
Na de oorlog volgde tot circa 1965 een periode van bloei voor de haven. In 1960 had de KNSM circa 6000 medewerkers. Aan het einde van dat decennium begon de achteruitgang. Het Oostelijk Havengebied bleek niet geschikt voor de moderne containervaart, waardoor de havenactiviteiten zich geleidelijk verplaatsten naar het Westelijk Havengebied. In 1979 verliet de KNSM 'haar' eiland in het Oostelijk Havengebied. Krakers en kunstenaars namen in 1980 bezit van het KNSM-eiland; later volgden stadsnomaden, waarna een periode van verloedering aanbrak. Eind 1989 werd het nomadendorp ontruimd. Kort daarna werden de meeste havenloodsen en kranen gesloopt. Van de L-vormige loods 3, ter plaatse van het latere  Emerald Empire, was al vóór 1980 het smallere deel langs de oostkade verdwenen. Het gedeelte langs de Levantkade werd waarschijnlijk in 1990 gesloopt.

### Herontwikkeling
Al vanaf het einde van de jaren zeventig bestonden er plannen om het Oostelijk Havengebied te ontwikkelen als woonwijk. De plannen werden diverse malen aangepast, waarbij de krakers zich inzetten om een deel van de oude havengebouwen van sloop te vrijwaren. In 1988 werd architect-stedenbouwkundige Jo Coenen gevraagd een masterplan voor het KNSM-eiland te maken. In de visie van Coenen paste een brede, boulevard-achtige hoofdstraat, de KNSM-laan, met aan de zuidzijde een bebouwing van forse, gesloten woonblokken met binnenhoven, zogenaamde 'superblokken', en aan de noordzijde een slanke woontoren en drie en een half U-vormige bouwblokken. Tussen de nieuwbouw bleven enkele havengebouwen gespaard. Op de oostpunt van het eiland, in de as van de laan, moest als oriëntatiepunt een groot, cilindrisch gebouw verrijzen omringd door urban villa's. Het ontwerp daarvan eiste Coenen voor zichzelf op. De superblokken werden door twee woningcorporaties ontwikkeld voor de sociale huurmarkt; de overige nieuwbouw betrof voornamelijk koop- en huurwoningen in de vrije sector. Hier deed zich het probleem voor dat de belangrijkste investeerder, ABP/Vesteda, zich tussentijds terugtrok, naar verluidt nadat een delegatie van het bedrijf het eiland had bezocht op het moment dat het nomadendorp zijn grootste omvang had bereikt. Uiteindelijk werd Emerald Empire ontwikkeld door de Amsterdamse belegger en ontwikkelaar Verwelius.
Coenen koos voor de cilindervorm van het hoofdgebouw om een optimaal uitzicht over het water te garanderen, terwijl tegelijkertijd een beschut binnenplein werd gecreëerd. Het plan om het hoofdgebouw te omringen met een 'snoer van parels' in de vorm van zeven watervilla's riep enige weerstand op, omdat het uitzicht vanaf de openbare weg erdoor belemmerd werd en de realisering van een promenade langs het water onmogelijk werd. Een kostbare ingreep bleek Coenens idee om de rechte oostkade van het eiland af te ronden, zodat deze beter bij het gebouwontwerp zou passen. De betonplaat die hier de kade vormt bleek echter een meter dik. Om de kosten binnen de perken te houden bleef de noordoosthoek onaangeroerd, zodat er slechts een kwart cirkel is gerealiseerd. Terwijl het de bedoeling was dat Emerald Empire de blikvanger aan het einde van de KNSM-laan zou worden, is de architect daar volgens sommigen niet in geslaagd. De architectuurcritici Bernard Hulsman en Hans Ibelings noemden beiden het gebouw "enigszins teleurstellend"; Hulsman omdat de KNSM-laan erop stuk loopt, Ibelings omdat het "niet de monumentale werking heeft die het in maquettevorm suggereerde".
Het hoofdgebouw werd in 1996 opgeleverd; de watervilla's volgden een jaar later. Niet alle bewoners waren in de beginjaren tevreden over het wonen in Emerald Empire. Anno 2023 gelden Venetiëhof en Venetiëstraat als exclusieve woonlocaties. In dat jaar bedroeg de gemiddelde WOZ-waarde van een woning aan de Venetiëhof €636.196; aan de Venetiëstraat was dat €748.100. Die bedragen liggen fors boven het Amsterdams gemiddelde (€456.597), maar ook hoger dan het wijkgemiddelde in het Oostelijk Havengebied (€630.000).

## Architectuur

### Hoofdgebouw (Venetiëhof 1-225)
Emerald Empire is een groot, wit en cilindrisch flatgebouw, dat door zijn ligging (vrijwel) in de as van de KNSM-laan alle aandacht op zich vestigt. Met uitzondering van de begane grond zijn de buitengevels wit gepleisterd, waardoor het gebouw een mediterrane uitstraling heeft. Door de ronde vorm hebben vrijwel alle woningen zicht op het water van het IJ, het Amsterdam-Rijnkanaal of de Ertshaven, de eerste twee met druk scheepvaartverkeer. Verdeeld over zeven of negen verdiepingen zijn er 206 driekamerappartementen en achttien vierkamerwoningen. Op verzoek van de opdrachtgever hebben alle driekamerwoningen min of meer dezelfde plattegrond. Door de vorm van het gebouw is die enigszins waaiervormig, wat door de omvang van het gebouw nauwelijks opvalt. Bijna alle appartementen hebben een balkon, loggia of vide over de volle breedte van de woning, hetgeen van op afstand een gevarieerd gevelbeeld met een asymmetrische vlakindeling oplevert. De achttien zeer ruime maisonnettes bevinden zich op de hoogste etages aan de noord en oostzijde van het gebouw en versterken met hun verspringende daklijn en erkers het asymmetrische beeld. Het gebouw wordt grotendeels omgeven door een ringvormig, verhoogd plantsoen, dat in feite het vegetatiedak is van de parkeergarage. Aan de westzijde markeert een brede luifel – typerend in het werk van Coenen – de poortdoorgang naar de binnenhof.

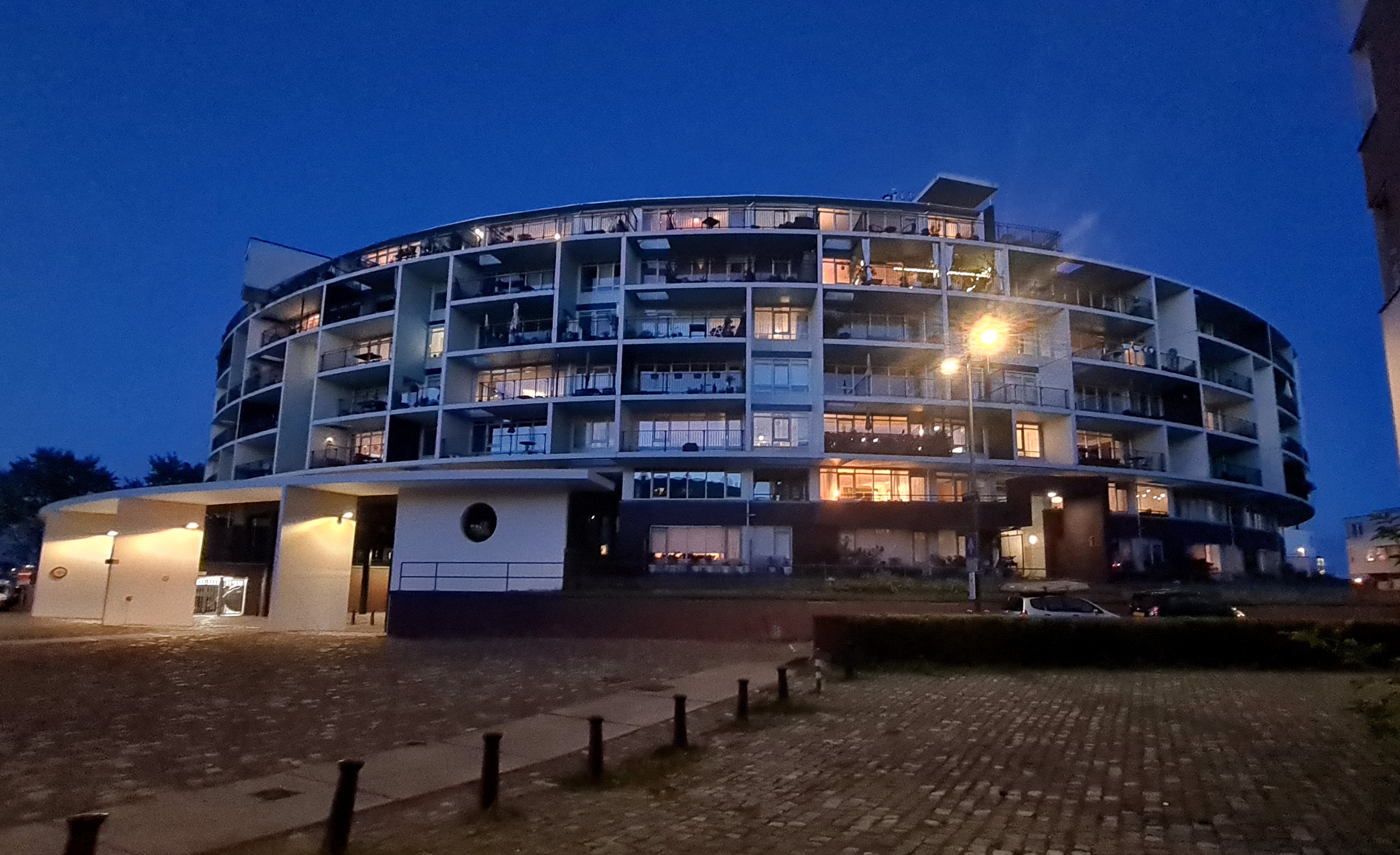
Gezicht vanuit het westen
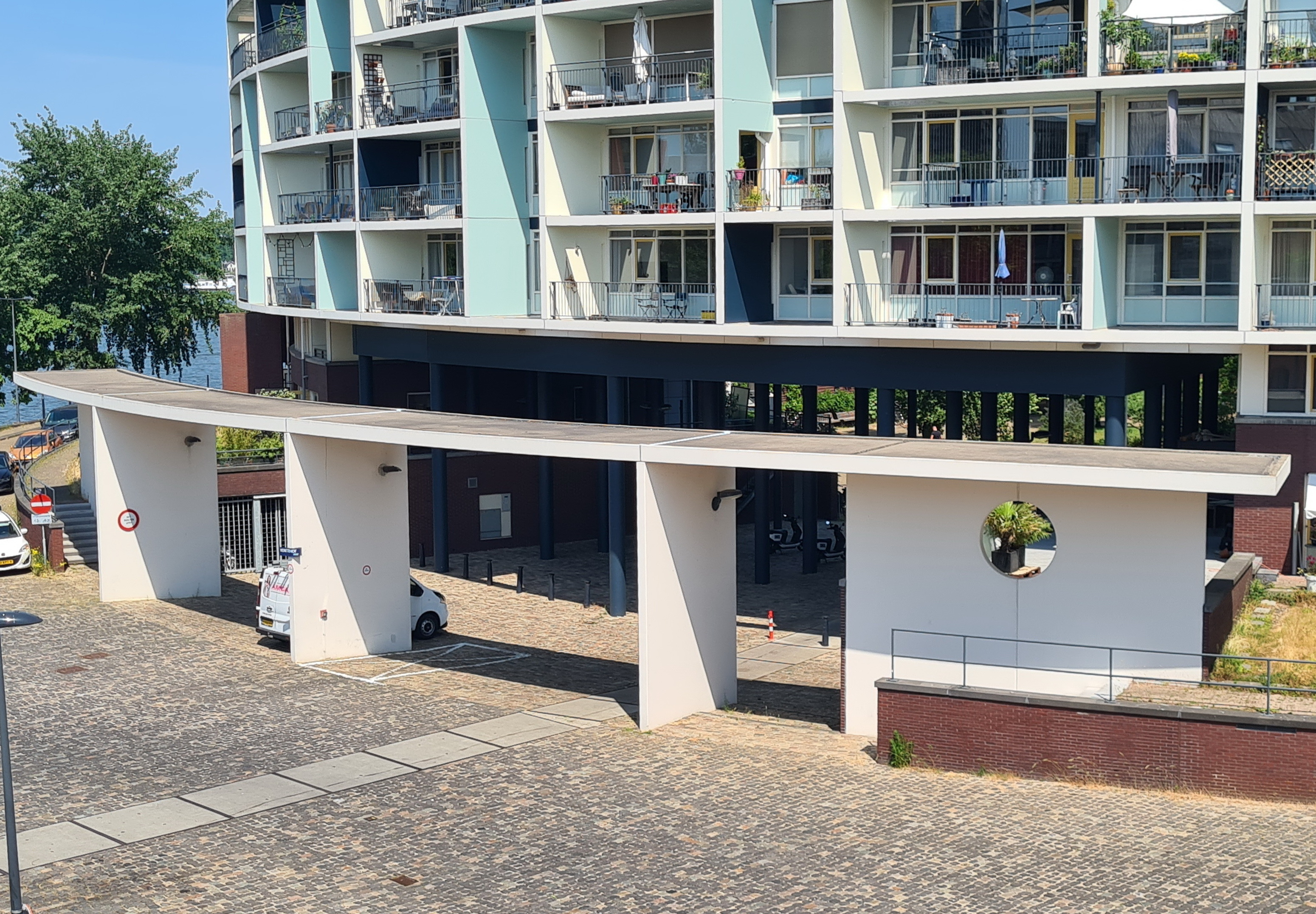
Detail westgevel en entreeluifel
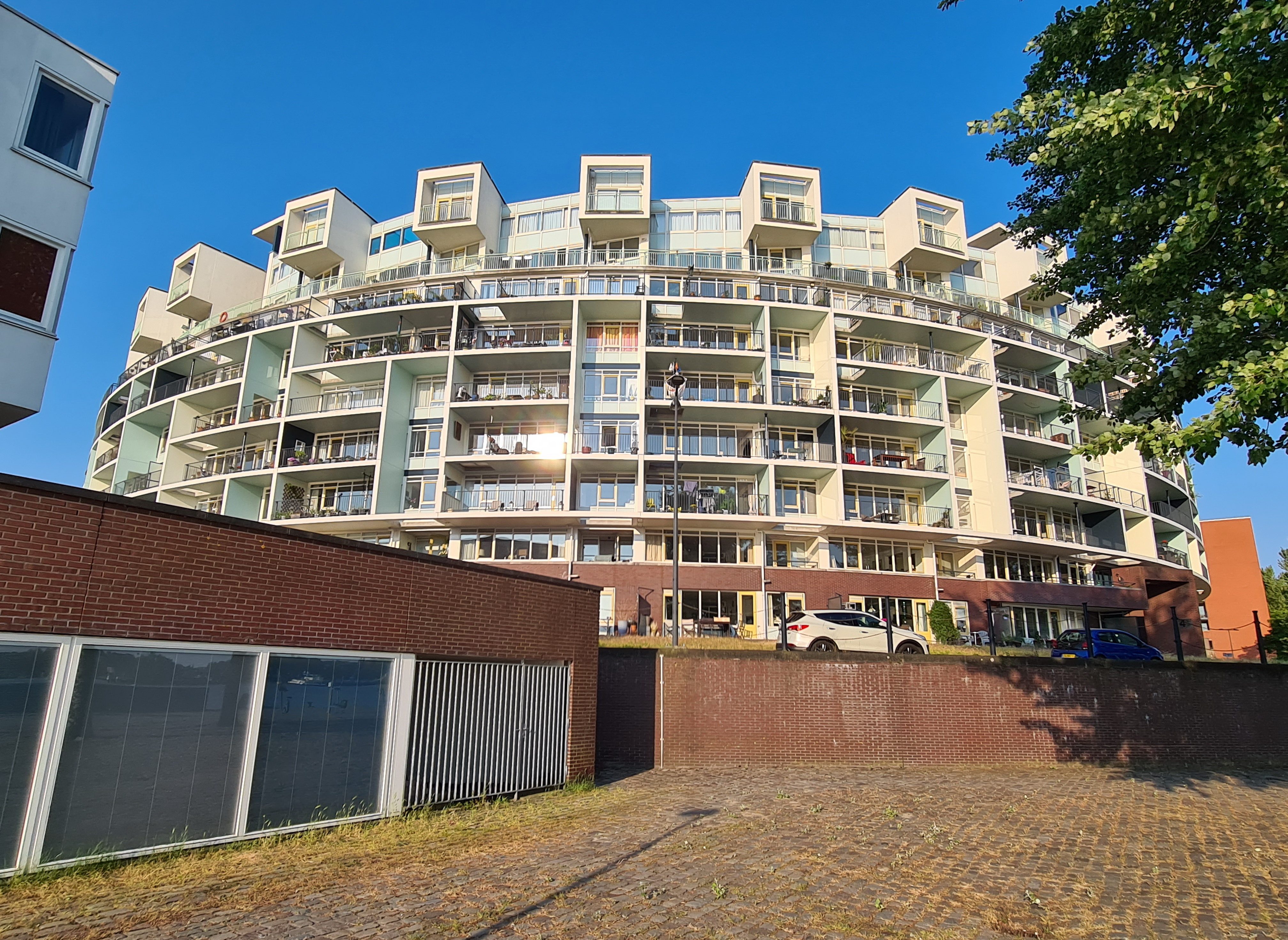
Gezicht vanuit het oosten
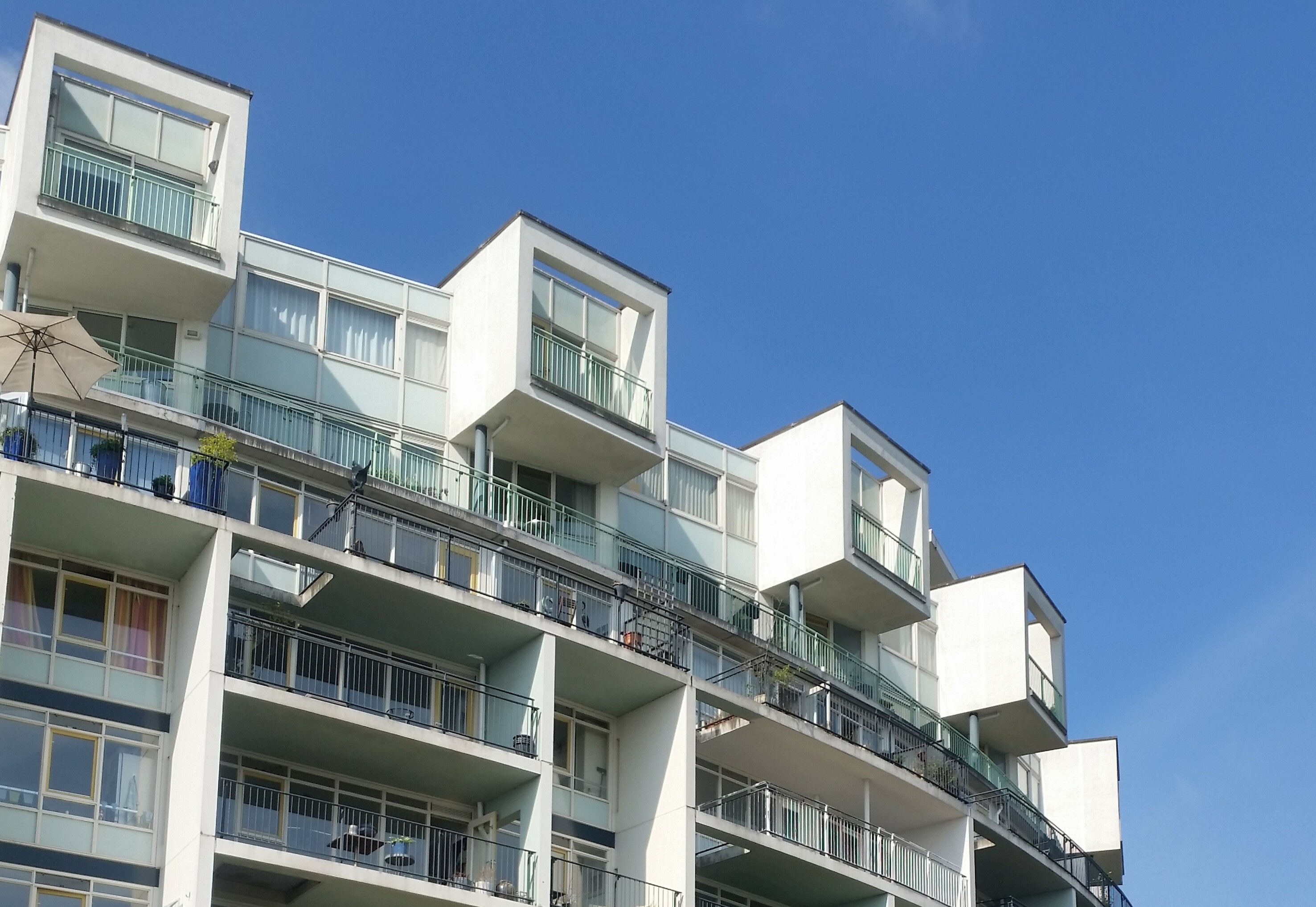
Detail oostgevel

De centraal in het gebouw gelegen ronde Venetiëhof is een logisch gevolg van de gekozen cilindervorm. Het plein biedt een rustige, beschutte omgeving om de woning te betreden. Aan een verhoogde galerij bevinden zich de portieken naar de trappenhuizen en een vijftal liftschachten, die boven het gebouw uitsteken en met hun luifels voor een extra accent in de daklijn zorgen. De woningen zelf liggen aan half inpandige gaanderijen. De pilaren en balustrades van de gaanderijen vormen een aaneengesloten, muntkleurig hekwerk. De Venetiëhof is deels een openbaar plein; het middendeel is privé en ingericht als tuin met een gazon, een centrale border met bodembedekkers en heesters, en meerdere volwassen bomen. Bij de brede poortdoorgang aan de kant van de KNSM-laan is het kantoor van de huismeester en de ingang van de ondergrondse parkeergarage met 211 parkeerplaatsen. Elders zijn smallere doorgangen naar de Venetiëstraat, bedoeld voor voetgangers.

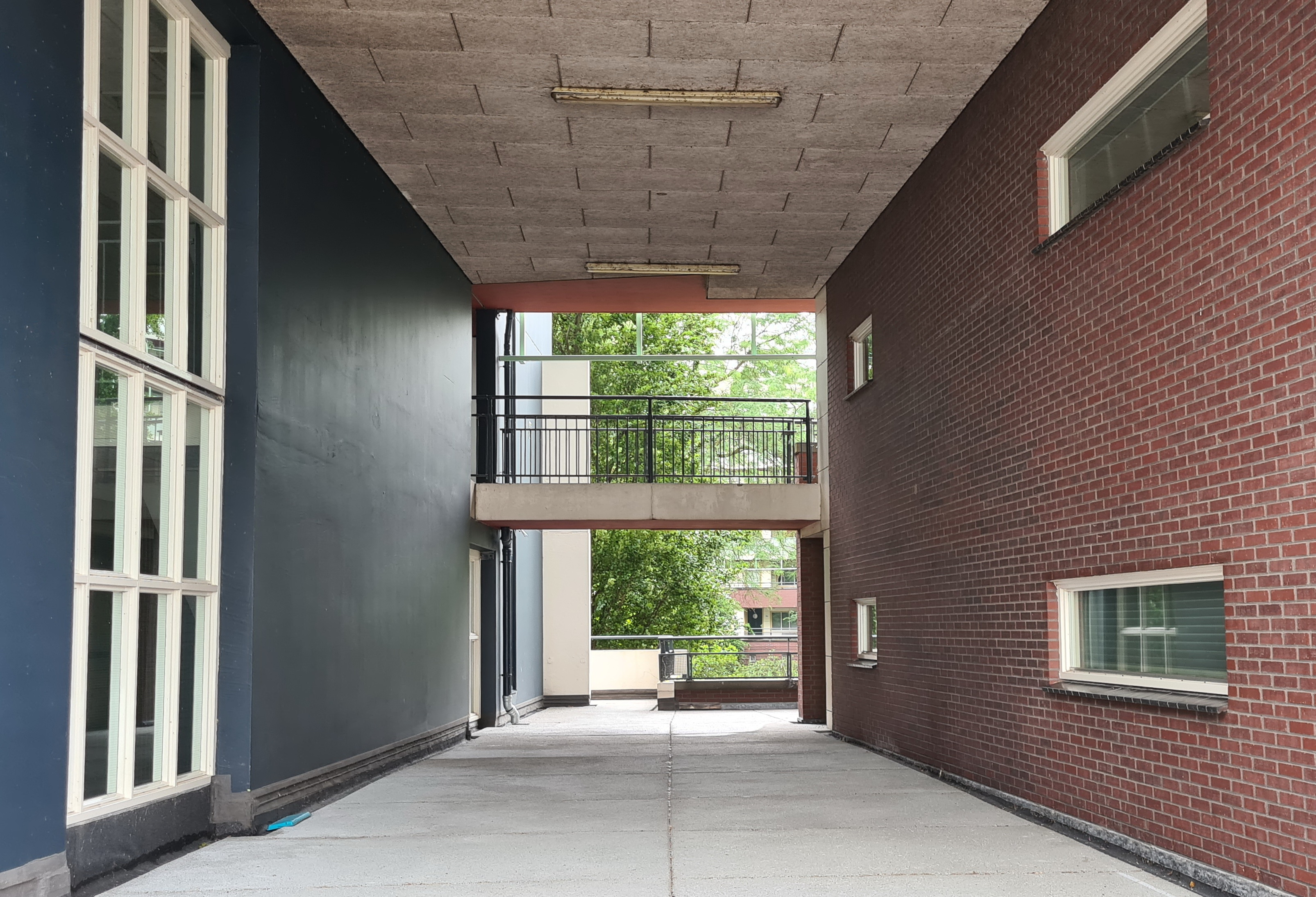
Doorgang naar Venetiëhof
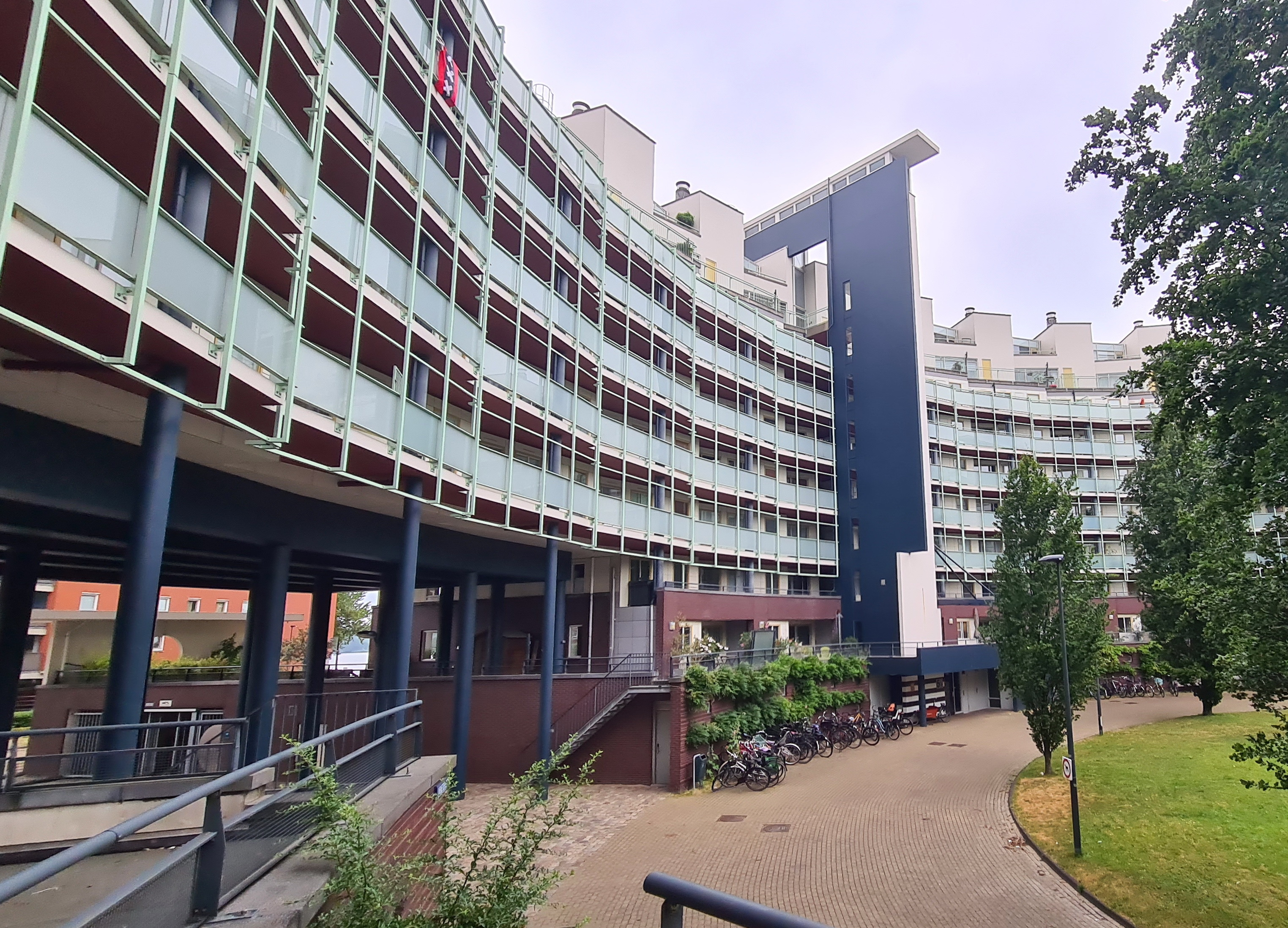
Venetiëhof, westgevel
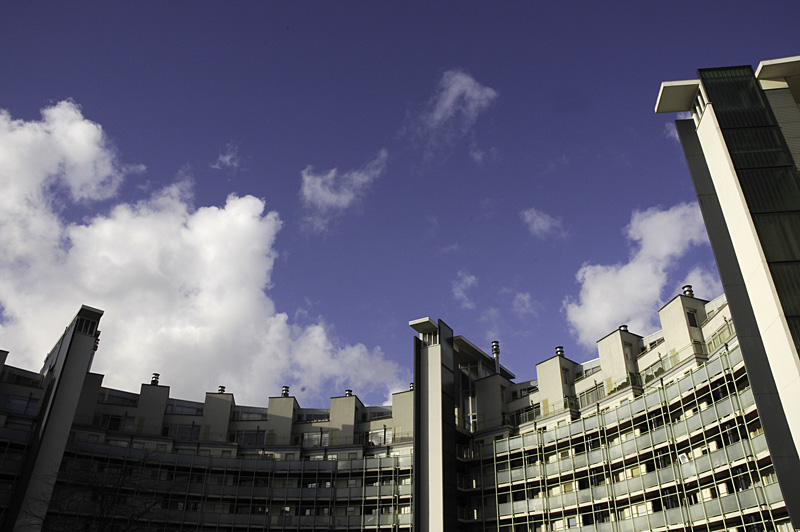
Venetiëhof, detail liftschachten
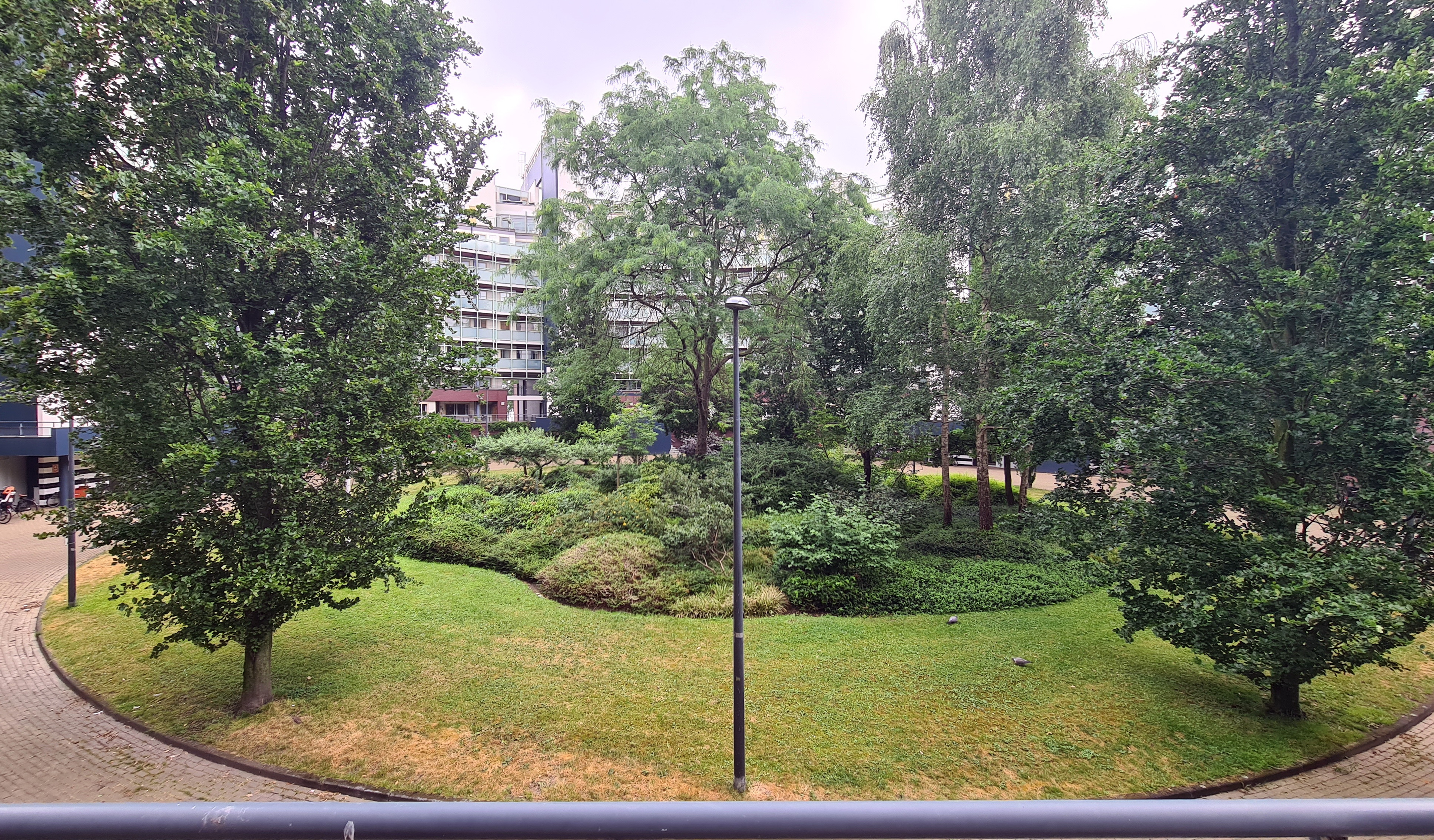
Venetiëhof, tuin

### Watervilla's (Venetiëstraat 26-80)
De kop van het KNSM-eiland bood tussen het grote appartementengebouw en de kade voldoende ruimte voor een straat (de Venetiëstraat) en een zevental stadsvilla's (de watervilla's of 'parels'). De watervilla's zijn, met het gebouw Hoogkade van Diener & Diener, de enige bouwwerken op het KNSM- en Java-eiland die direct aan het water liggen. In tegenstelling tot het ronde hoofdgebouw zijn de watervilla's kubusvormig. Doordat de gevels ook hier wit gepleisterd zijn, met uitzondering van de benedenverdiepingen, vormen ze toch een eenheid met Emerald Empire. Elke villa is horizontaal en verticaal in tweeën gedeeld, waardoor vier maisonnettes zijn ontstaan. Aan de kant van de Venetiëstraat telt elk blok drie bouwlagen; aan de waterkant zijn dat er vier, door toevoeging van een souterrainverdieping, die tot bijna aan de waterspiegel reikt. Bovendien zijn de villa's op dit laagste niveau geschakeld, waardoor de parels hier bijna letterlijk een ketting vormen. De meest noordelijke parel grenst aan een lager gelegen deel van de Surinamekade, waardoor de onderste bouwlaag hier een andere indeling kent. Alle watervilla's hebben buitenruimten aan de waterkant: in de onderste bouwlaag terrassen en in de derde bouwlaag ruime balkons. Alle entrees zijn op straatniveau, waar zich ook garages, privéparkeerplaatsen en fietsbergingen bevinden.

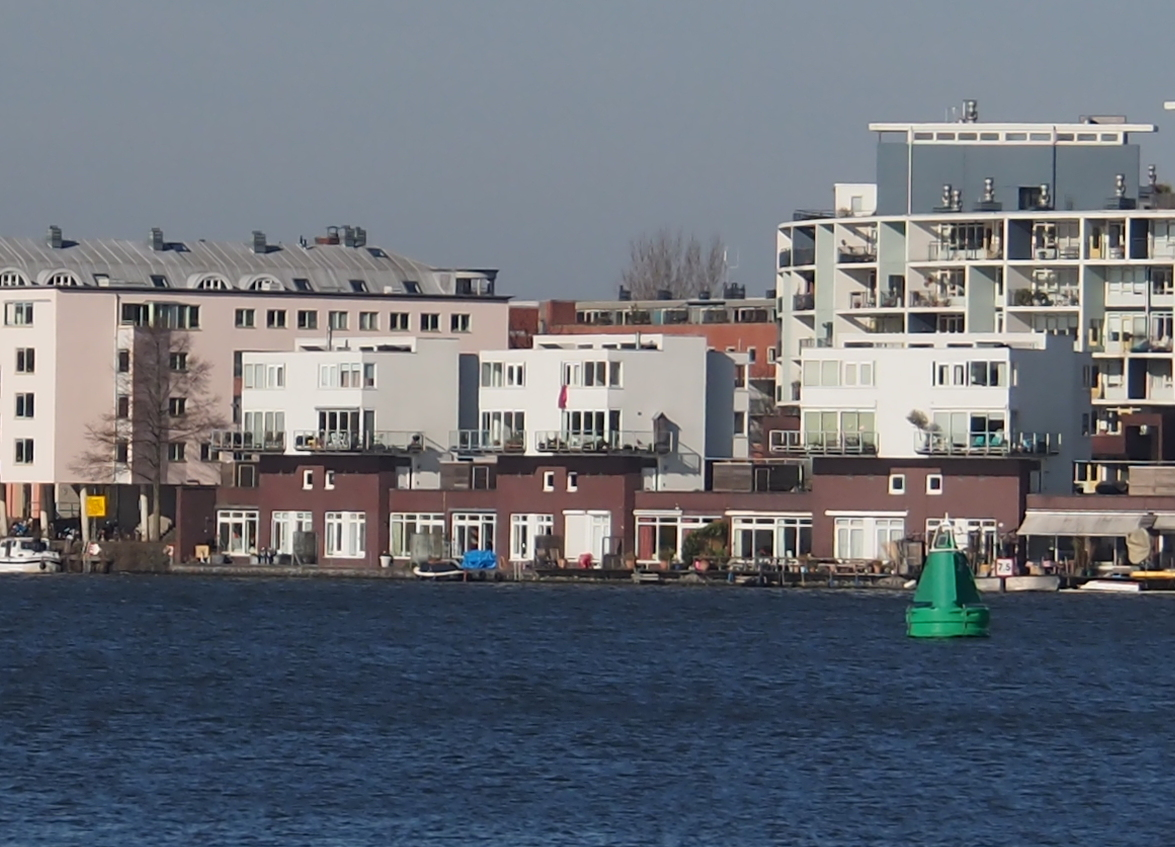
Zuidwestelijke watervilla's
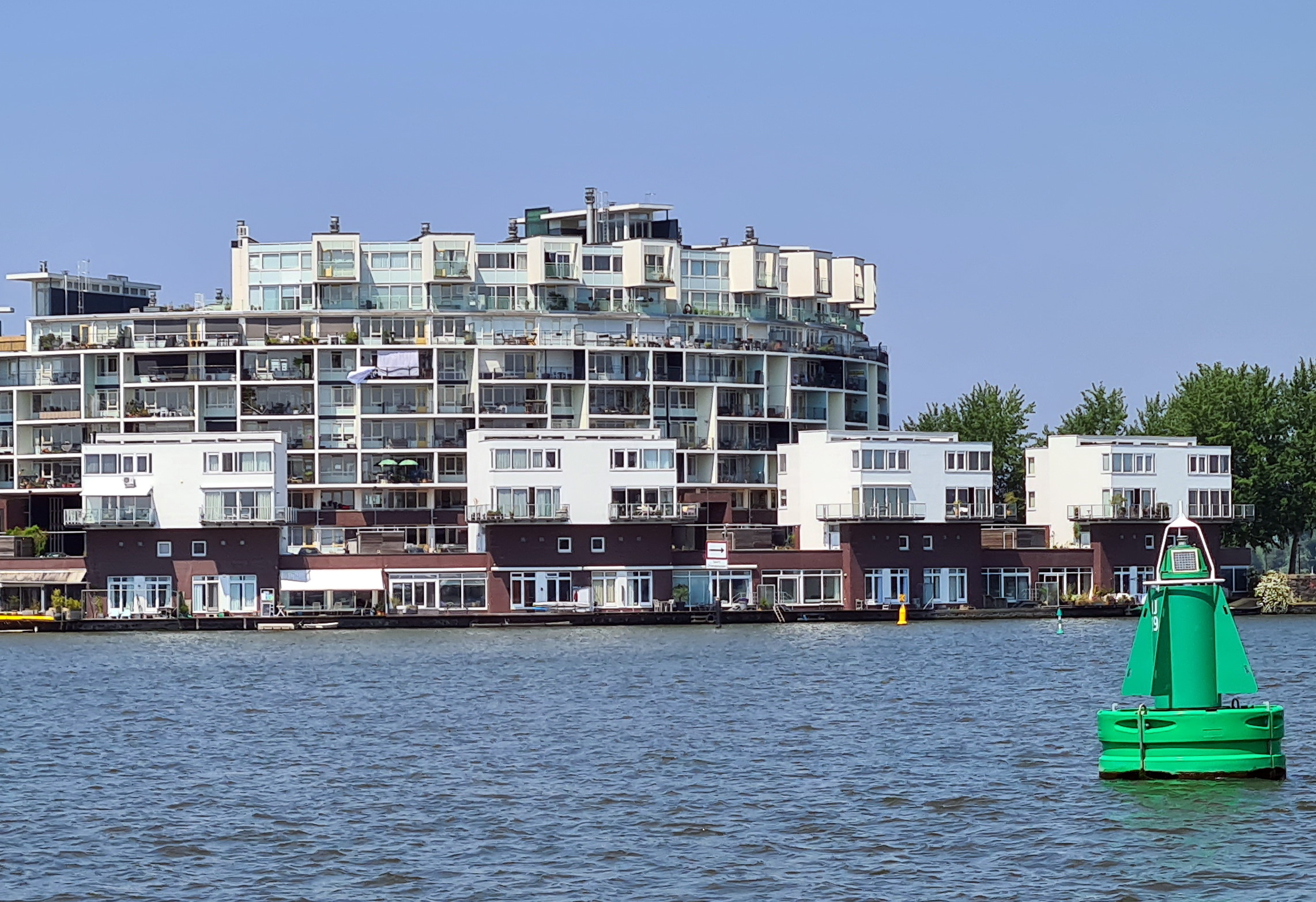
Noordoostelijke watervilla's
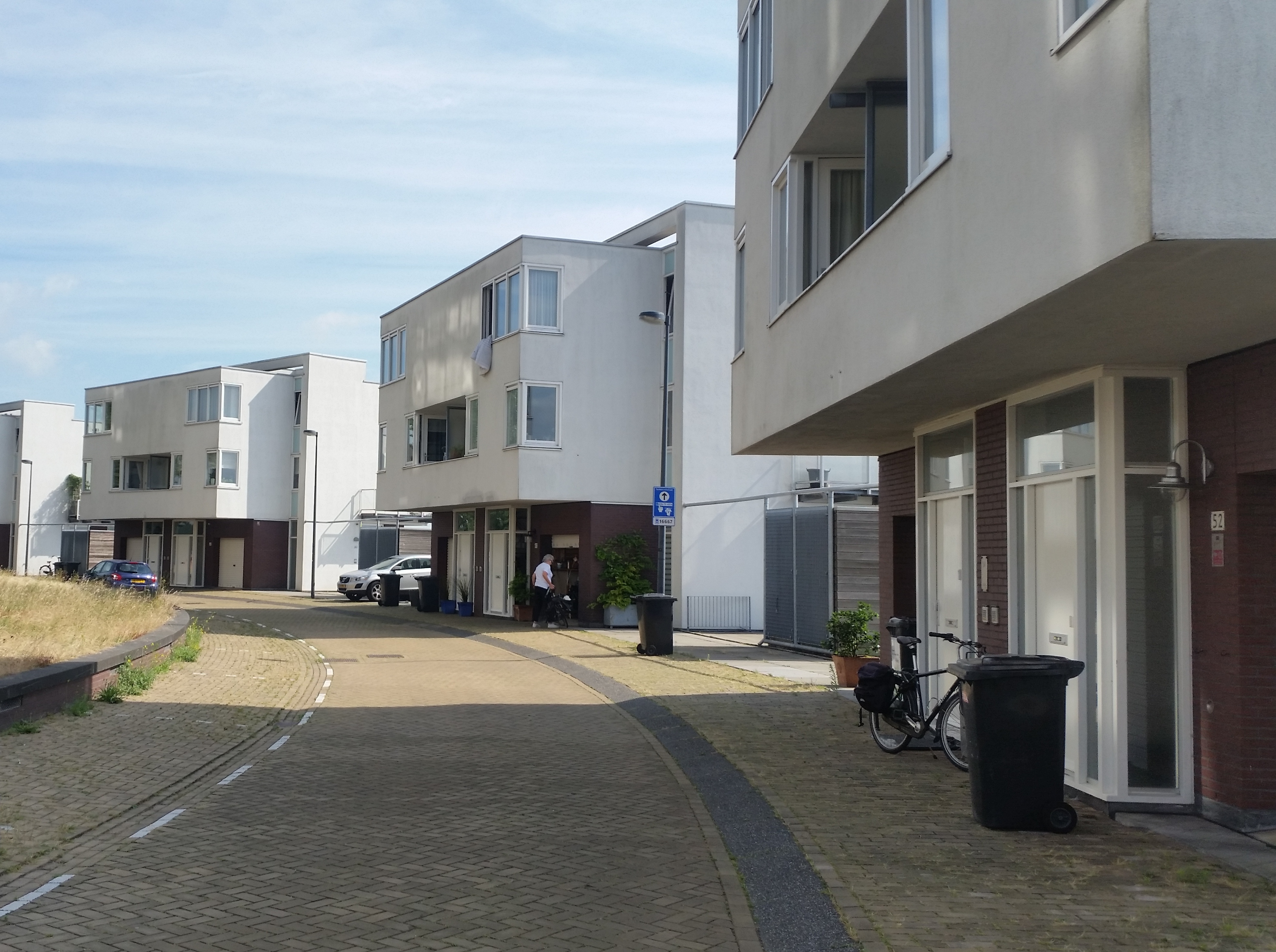
Venetiëstraat zuid
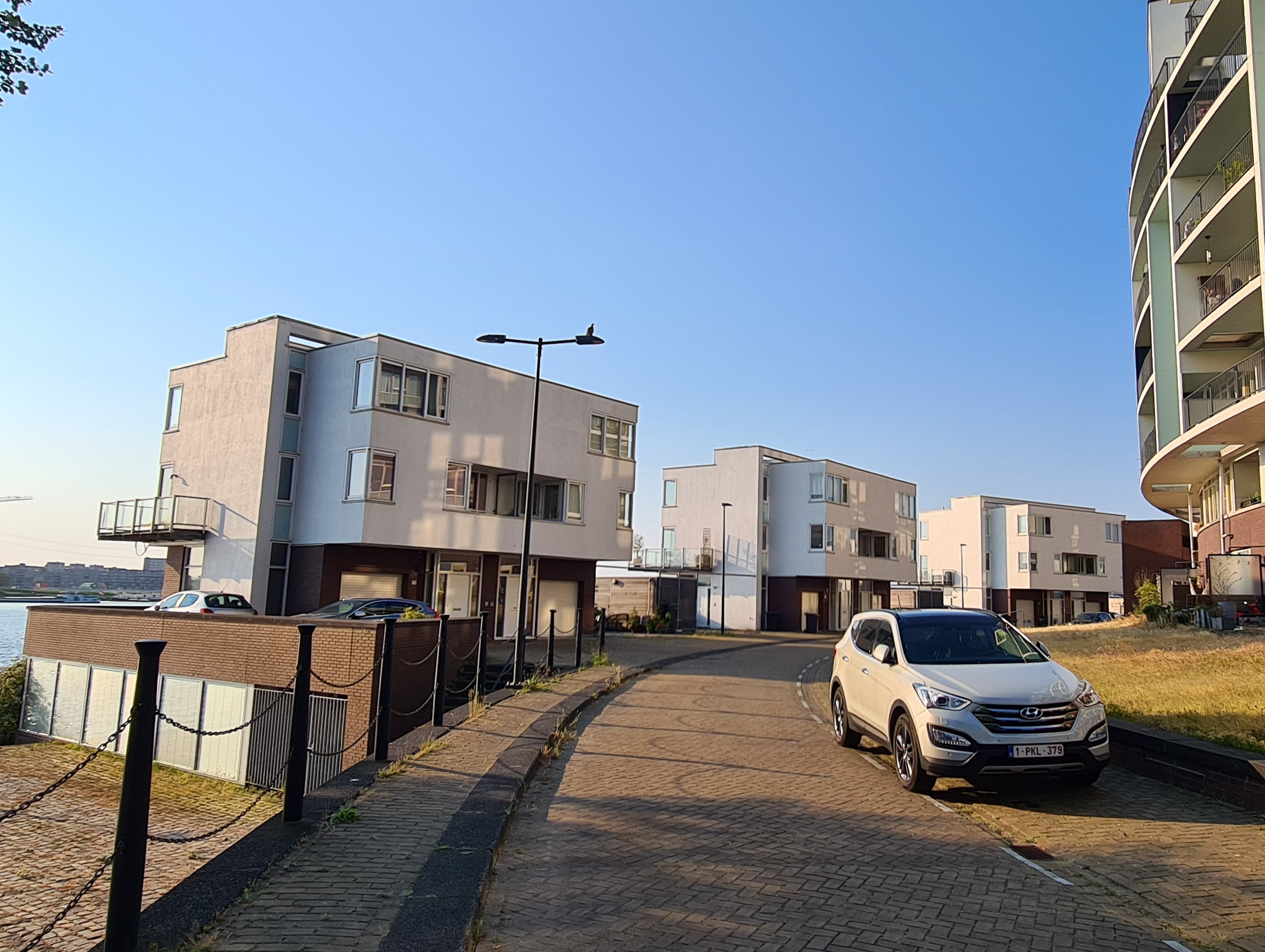
Venetiëstraat oost